# Ailanthus vietnamensis
Ailanthus vietnamensis är en bittervedsväxtart som beskrevs av H.V.Sam & Noot.. Ailanthus vietnamensis ingår i släktet gudaträdssläktet, och familjen bittervedsväxter. Inga underarter finns listade i Catalogue of Life.